# Ectophasia
Genre
Ectophasia est un genre d'insectes diptères brachycères de la famille des tachinidés.

## Liste d'espèces
- Ectophasia agrestis
- Ectophasia albifacies
- Ectophasia ancora
- Ectophasia atripennis
- Ectophasia aurifrons
- Ectophasia axillaris
- Ectophasia basalis
- Ectophasia brachyptera
- Ectophasia campestris
- Ectophasia crassipennis
- Ectophasia dimidiata
- Ectophasia flaviventris
- Ectophasia fuscana
- Ectophasia holosericea
- Ectophasia leucoptera
- Ectophasia micans
- Ectophasia oblonga
- Ectophasia obscuripennis
- Ectophasia placida
- Ectophasia platymesa
- Ectophasia rotundiventris
- Ectophasia sinensis
- Ectophasia taeniata